# Rostrobagatus microps
Rostrobagatus microps är en kräftdjursart som beskrevs av Mueller1993. Rostrobagatus microps ingår i släktet Rostrobagatus och familjen Janiridae. Inga underarter finns listade i Catalogue of Life.